# 여동욱
여동욱(2005년 11월 10일 ~ )은 KBO 리그 키움 히어로즈의 내야수이다.

## 키움 히어로즈시절
2025년에 입단하였다. 2025년 3월 22일 삼성라이온즈와의 경기에 선출전하며 데뷔 첫 경기를 치렀고, 경기에서 3타수 1안타(홈런) 1타점 1득점을 기록하였다.

## 출신 학교
- 대구남도초등학교
- 협성경복중학교
- 대구상원고등학교